# David Petersen (Fagottist)
David Petersen (* 13. September 1968 in Schwerin) ist ein deutscher Fagottist.

## Leben
David Petersen wurde 1968 als Sohn des Domkantors Winfried Petersen in Schwerin geboren. Von 1983 bis 1986 besuchte er die Spezialschule für Musik Dresden. Er studierte im Anschluss Fagott bei Bernhard Rose an der Hochschule für Musik Carl Maria von Weber Dresden, bei Holger Straube an der Hochschule für Musik „Hanns Eisler“ Berlin und bei Klaus Thunemann an der Hochschule für Musik, Theater und Medien Hannover.
Petersen war Substitut an der Sächsischen Staatskapelle Dresden und ist seit 1992 Solo-Fagottist am Gewandhausorchester in Leipzig. 1993 gründete er das „Gewandhausoktett“. Seit 1999 spielt er zudem im „armonia-Bläserensemble“, mit denen er beim Rheingau Musik Festival und beim Schleswig-Holstein Musik Festival auftrat. Als Solist konzertierte er in den USA, in Frankreich, Spanien und Österreich. Mit der Camerata Salzburg unter Roger Norrington spielte er 2002 bei den Salzburger Festspielen und 2005 mit dem Leipziger Kammerorchester unter Morten Schuldt-Jensen auf Japan-Tournee. Er ist Professor an der Hochschule für Musik und Theater Rostock.